# Sambin
Sambin település Franciaországban, Loir-et-Cher megyében. Lakosainak száma 872 fő (2022. január 1.). Sambin Monthou-sur-Bièvre, Pontlevoy és Le Controis-en-Sologne községekkel határos.

## Népesség
A település népessége az elmúlt években az alábbi módon változott:
| Lakosok száma | 651  | 677  | 701  | 859  | 943  | 944  | 940  | 900  | 880  | 872  |
|               | 1968 | 1982 | 1990 | 2006 | 2013 | 2015 | 2017 | 2019 | 2020 | 2022 |